# Shanghai International Port Group
Shanghai International Port Group (SIPG) — китайская компания, управляющая работой порта Шанхая — крупнейшего порта не только КНР, но и мира по объёму контейнерного грузооборота (43,3 млн TEU в 2019 году). В списке крупнейших компаний мира Forbes Global 2000 за 2021 год заняла 991-е место (567-е по чистой прибыли, 1273-е по активам и 1105-е по рыночной капитализации).

## История
Shanghai International Port Group («Группа Шанхайского международного порта») была создана в январе 2003 года в ходе реорганизации Управления порта Шанхая. 26 октября 2006 года акции компании были размещены на Шанхайской фондовой бирже. Грузооборот порта существенно вырос с 2005 года за счёт начала работы первой очереди расположенного рядом контейнерного порта Яншань, а в 2010 году Шанхайский порт вышел на первое место в мире, обойдя порты Сингапура и Гонконга.
В 2018 году принадлежащая компании футбольная команда «Шанхай Порт» выиграла Китайскую супер-лигу.

## Деятельность
Shanghai International Port Group управляет портом Шанхая (в том числе четырьмя очередями контейнерного порта Яншань) и новым контейнерным терминалом в порту Хайфы, а также является крупным акционером Bank of Shanghai (7,2 %), Postal Savings Bank of China и Orient Overseas.
По итогам 2021 года через Шанхайский порт прошло более 47 млн стандартных контейнеров (TEU), что позволило ему 12-й год подряд оставаться мировым лидером по этому показателю. По итогам 2022 года Шанхайский порт обработал более 47,3 млн контейнеров, сохранив первое место в мире. В декабре 2024 года объем перевалки порта превысил 50 млн стандартных контейнеров.